# Carolina Cepeda
Carolina Casanova de Cepeda (Ferrol, 1847 - Madrid, 1910), foi uma soprano galega, considerada como uma das maiores sopranos espanholas da segunda metade do século XIX. Foi uma das primeiras sopranos espanholas em acadar renome en Europa, posteriormente exerceu como professora no Conservatório de Madrid. Na temporada 1881-82 formou parte da companhia lírica italiana que funcionaria no Grande Teatro do Liceu na primeira parte da temporada como Prima donna assoluta soprano drammatica.